# Bogusław Kiernicki
Bogusław Roman Kiernicki (ur. 11 września 1962 w Gorzowie Wielkopolskim) – polski polityk, historyk, publicysta i działacz katolicki. W latach 2008–2009 p.o. prezesa Polskiego Radia, od 2019 prezes Prawicy Rzeczypospolitej.

## Życiorys
Ukończył I Liceum Ogólnokształcące im. Tadeusza Kościuszki w Gorzowie Wielkopolskim oraz Wydział Historii Uniwersytetu im. Adama Mickiewicza w Poznaniu, będąc w czasie studiów działaczem Niezależnego Zrzeszenia Studentów oraz Katolickiego Związku Akademickiego „Pro Patria”. Po studiach pracował jako nauczyciel historii w liceum, które ukończył. W latach 80. był działaczem Ruchu Młodej Polski, a następnie współzałożycielem Zjednoczenia Chrześcijańsko-Narodowego. W latach 90. był felietonistą katolickiego Radia Gorzów oraz pracował w diecezjalnym, związanym z ZChN miesięczniku „Aspekty”.
W latach 2005–2007 był wiceprzewodniczącym Rady Nadzorczej Polskiego Radia. W listopadzie 2008 zasiadł w jego zarządzie, do lutego 2009 pełniąc obowiązki prezesa (stanowisko prezesa zajmował wówczas zawieszony Krzysztof Czabański). Jest komentatorem na łamach „Przewodnika Katolickiego” oraz prezesem Fundacji Św. Benedykta (od 2005). Był również do 2019 szefem Wydawnictwa Dębogóra.
Był jednym z założycieli Prawicy Rzeczypospolitej. W 2015 jako jej przedstawiciel bez powodzenia kandydował z listy PiS do Sejmu. W 2018 został wiceprezesem, zaś po zawieszeniu w prawach członka, a następnie opuszczeniu ugrupowania przez dotychczasowego prezesa partii Krzysztofa Kawęckiego, 22 czerwca 2019 został wybrany na prezesa Prawicy Rzeczypospolitej.